# Душко Марковић (продуцент)
Душко Љ. Марковић  био је српски филмски и ТВ продуцент. 

## Биографија
Дипломирао је организацију филмске и ТВ делатности на ФДУ у Београду.
Пре студија професионално се почео бавити пословима организације на ТВ Београд. По завршетку студија запослио се у филмској радној заједници Арт филм 80 као продуцент за документарни и рекламни филм.
Међу првима је кренуо у послове независне филмске продукције у Србији, основавши филмску кућу Младост филм 1988. године, коју је покренуо са Светиславом Батом Прелићем.
Као продуцент у сарадњи са продуцентском кућом Морава филм је реализовао филм Светислава Бате Прелића Полтрон а у сарадњи с ТВБ тв филмове Урош блесави и Медени месец.
1990 оснива нову фирму Профил филм и реализује свој последњи продуцентски пројекат Оригинал фалсификата.
Изненада је преминуо 1991 године.